# Jeremy (caracol)
Jeremy fue un singular caracol de jardín, con la particularidad de que su concha estaba enrollada a la izquierda. Investigado por biólogos, murió el 11 de octubre de 2017, cuando contaba con "al menos dos años de edad".
Este caracol presentaba una rara mutación genética que hacía que su caparazón se enrollara en sentido contrario a las agujas del reloj, al revés que en la inmensa mayoría de los caracoles, en los que la concha se enrolla en el sentido de las agujas del reloj. Factores ambientales pueden haber causado el enrollamiento a la izquierda, aunque esta hipótesis no se ha demostrado definitivamente, y se considera poco probable. Esta mutación es extremadamente rara, y se estima que solo ocurre una vez en cada millón de individuos. El caracol lleva el nombre del político laborista británico de izquierda Jeremy Corbyn, debido a que es un caracol "zurdo", pero también debido al amor de Corbyn por la jardinería. El caracol se hizo famoso en todo el mundo después de un llamamiento público para encontrar otro caracol enrollado a la izquierda con el que formar una pareja.
Durante los meses siguientes, fueron enviados a Nottingham otros once caracoles "zurdos" procedentes de todo el mundo, incluido el ejemplar bautizado como Tomeu hallado en Menorca en julio de 2018.  
Al tratarse de una rara mutación genética, el caracol fue estudiado por investigadores de la Universidad de Nottingham. Se espera que los genes identificados a partir de este caracol y su descendencia ayudarán a los científicos a desbloquear marcadores genéticos en humanos y en otros animales.
Jeremy es el tema del documental Jeremy the Lefty Snail y Other Asymmetrical Animals.

## Vida
Un científico retirado descubrió el caracol en el suroeste de Londres. Contactó con la Universidad de Nottingham y les envió el caracol. Un grupo de investigadores, dirigido por el "residente experto en caracoles", el Dr. Angus Davison, lanzó un llamamiento público para encontrar otro caracol "zurdo" como compañero. Debido a la posición única de las partes del aparato reproductivo de los caracoles enrollados en sentido antihorario, solo son capaces de aparearse con caracoles que también tengan conchas en sentido antihorario. Otros dos caracoles en sentido antihorario fueron descubiertos y enviados a la universidad; sin embargo, estos dos caracoles se aparearon entre sí, produciendo 170 caracoles "normales" enrollados en el sentido de las agujas del reloj. Uno de los caracoles enrollados a la izquierda se unió más tarde con Jeremy y produjo 56 descendientes, todos los cuales también eran "normales" con caparazones enrollados en el sentido de las agujas del reloj.
Se cree que la mutación genética podría reaparecer en una generación posterior debido a un gen recesivo. En los caracoles, un rasgo del arrollamiento de la concha puede reaparecer más tarde en otra generación, incluso si una generación anterior parece normal, porque el gen que causa la mutación es hereditario.

## Investigación posterior
Mientras estudiaba este caracol, Davison descubrió un gen "que determina si la concha de un caracol gira en sentido horario o antihorario". Comentó que la asimetría del cuerpo en humanos y otros animales podría verse afectada por el mismo gen y que la investigación podría ayudar a comprender la posición de los órganos según los marcadores genéticos.
Davison fue citado afirmando que:

Este puede ser el final para Jeremy, pero ahora el caracol finalmente ha producido descendencia, este es un punto en nuestro objetivo de investigación a largo plazo. En última instancia, nos gustaría saber por qué estos caracoles son tan raros, pero también cómo se señalizan los lados izquierdo y derecho del cuerpo a nivel molecular, y si se está produciendo un proceso similar durante el desarrollo humano.

Se esperaba que la investigación continuara con la descendencia de estos caracoles, y la Universidad de Nottingham tenía siete caracoles enrollados en sentido contrario a las agujas del reloj en octubre de 2017.
En julio de 2018, el equipo de investigación de la Universidad de Nottingham anunció la llegada de Saint Stephen, un caracol 'zurdo' de la especie Cepaea nemoralis y declaró en un tweet que estaban buscando posibles parejas.
Se esperaba que esta investigación condujera a comprender enfermedades raras como el situs inversus y el situs ambiguus, donde la posición de los órganos en el cuerpo se invierte o se descoloca debido a malformaciones genéticas.

## Caracoles sinistrales
Jeremy fue un ejemplo de un raro caracol sinistral en una especie que normalmente tiene conchas enrolladas a la derecha.
A raíz de la repercusión en los medios de comunicación de la búsqueda de un segundo caracol sinistral para poder cruzarlo con Jeremy, el 23 de julio de 2018 se publicó la noticia de la aparición de un segundo caracol zurdo en una granja de cultivo de caracoles de Menorca. Inicialmente denominado como Joana (aunque en noticias posteriores se le cita como Tomeu), fue enviado a la Universidad de Nottingham, y el 3 de octubre de 2019 se publicó la noticia de la muerte de este caracol, tras dejar centenares de hijos diestros. Durante la operación de búsqueda se remitieron once caracoles sinistrales procedentes de distintos lugares del mundo al equipo del doctor Angus Davison.
En algunas otras especies de caracoles, el enrollamiento de concha en el sentido contrario a las agujas del reloj es bastante común, y en algunos casos el enrollamiento de concha en sentido contrario a las agujas del reloj es la dirección normal.

## Artículos relacionados
- Caracoles de tierra
- Apareamiento de gasterópodos
- Gastropoda
- Moluscos terrestres
- Conchas de gasterópodos